# 虞淳熙
虞淳熙（1553年—1621年），原名虞人期，字長孺，一字澹然，號德園，浙江杭州府錢塘縣人，明朝政治人物。

## 生平
萬曆七年（1579年）己卯科浙江鄉試第四名。萬曆十一年（1583年）癸未科會試第二十七名，登進士第二甲第六十五名。吏部觀政，丁憂，十六年授兵部職方司主事，二十年升禮部员外郎，調吏部勳稽司员外郎，二十一年闲住，本年为民，引疾歸，天啓元年卒。

## 著作
著有《虞德園集》、《孝經集靈》一卷等。

## 家族
曾祖父虞奎；祖父虞翊；父親虞舜卿。母黃氏。